# Sandra Drzymalska
Sandra Drzymalska (en polonais : [ˈsandra dʐɨˈmalska],) née le 24 juillet 1993, est une actrice polonaise.

## Carrière
Sandra Drzymalska obtient une maîtrise en art dramatique de l'Académie nationale des arts du théâtre AST à Cracovie en 2017.
Elle tient un rôle mineur dans le film dramatique Sole (2019) réalisé par Carlo Sironi. En 2021, elle est reconnue pour avoir joué une étudiante dans la série Netflix Sexify. En octobre 2021, elle apparait sur la couverture de Vogue Polska, l'édition polonaise de Vogue. Elle joue Kasandra dans le film Hi-Han (Eo) de Jerzy Skolimowski en 2022.

## Filmographie
| Année | Titre                           | Rôle     | Remarques |
| ----- | ------------------------------- | -------- | --- |
| 2019  | Sole                            | Lena     | Prix de l'expérimentation - Mention spéciale au Festival du nouveau cinéma de Montréal. Mention spéciale pour l'interprétation au Festival du film italien de Bastia. |
| 2021  | Sexify                          | Monique  | Netflix |
| 2021  | Najmro. Kocha, kradnie, szanuje | Mloda    | |
| 2022  | Hi-Han                          | Kasandra | Le film a été présenté en compétition au Festival de Cannes en mai 2022                                                                                               |